# Église Saint-Georges de Pradines
Pour les articles homonymes, voir église Saint-Georges.
 (juin 2025).
L'église Saint-Georges de Pradines est un lieu de culte catholique situé à Pradines (Corrèze), en France.

## Localisation
L'église est située dans le département français de la Corrèze, sur la commune de Pradines (Corrèze).

## Architecture
Comme la plupart des églises chrétiennes, l'édifice est orienté est-ouest.

Les murs sont en granit et pierre de taille. Le toit, autrefois en chaume, est actuellement recouvert d'ardoises.

A l'est, le clocher-mur aveugle, avec deux baies campanaires, est supporté par deux imposants contre-forts.

Au milieu du mur nord, l'unique portail latéral gothique est orné d'un arc en relief terminé par deux culs-de-lampe en forme de visage.

## Intérieur
La nef simple avec deux chapelles latérales  est terminée par un chevet à trois pans dont les baies sont ornées de vitraux.

L'église ne comporte pas de retable ni de chemin de croix.

## Objets protégés
Deux bénitiers ont été inscrits comme monuments historiques au titre objet :
- Bénitier[1]
- Bénitier[2]

## Galerie: extérieur de l'église

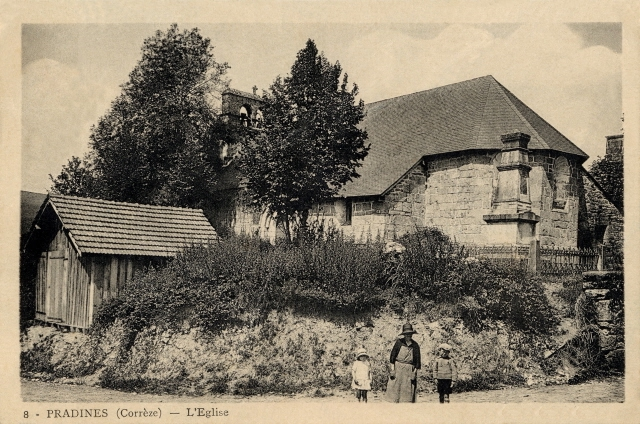
Carte postale de la place de l'église vers 1925 (le monument aux morts est déjà présent).
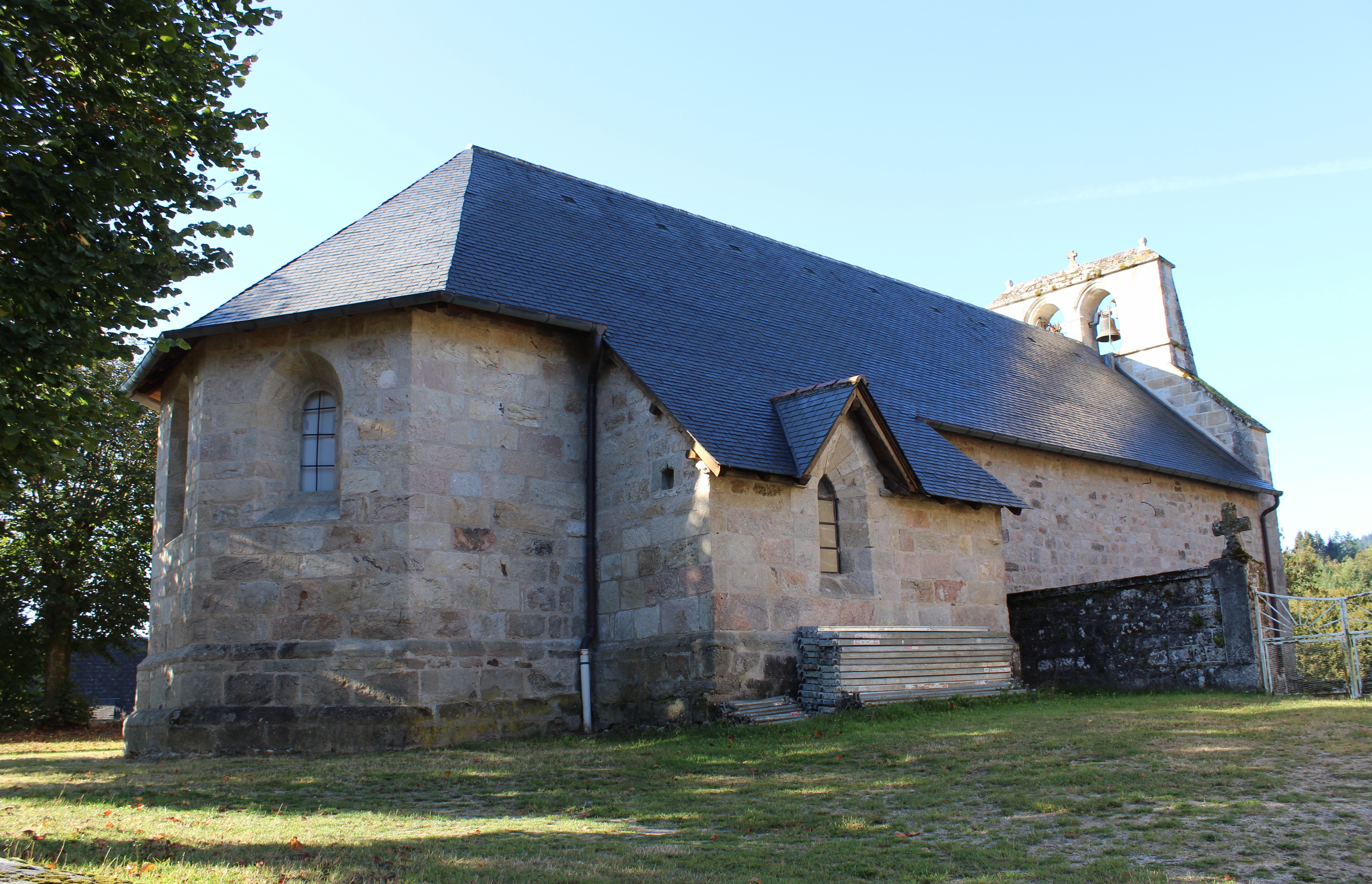
La façade nord de l'église.
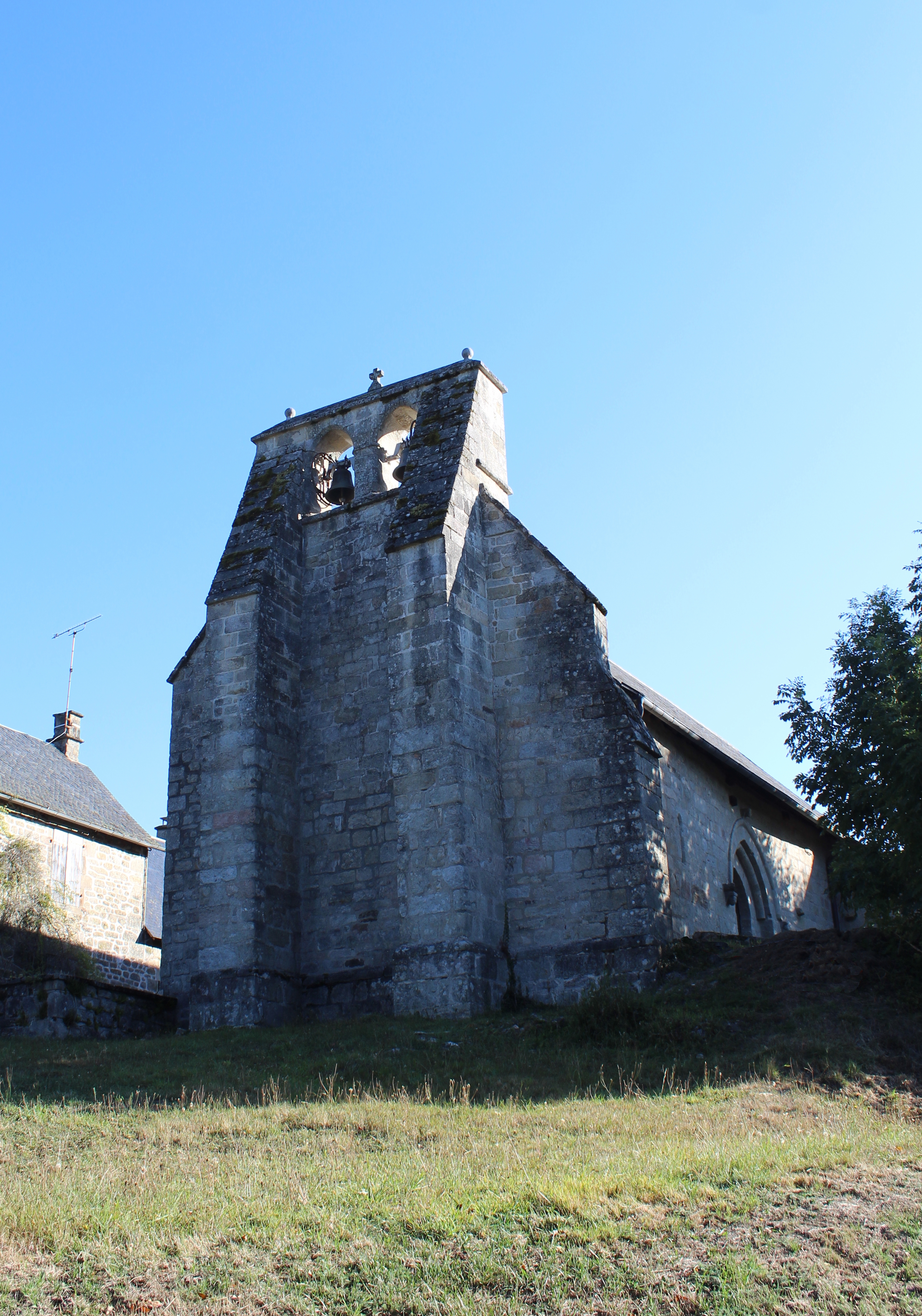
Le clocher-mur "aveugle" soutenu par deux imposants contreforts.
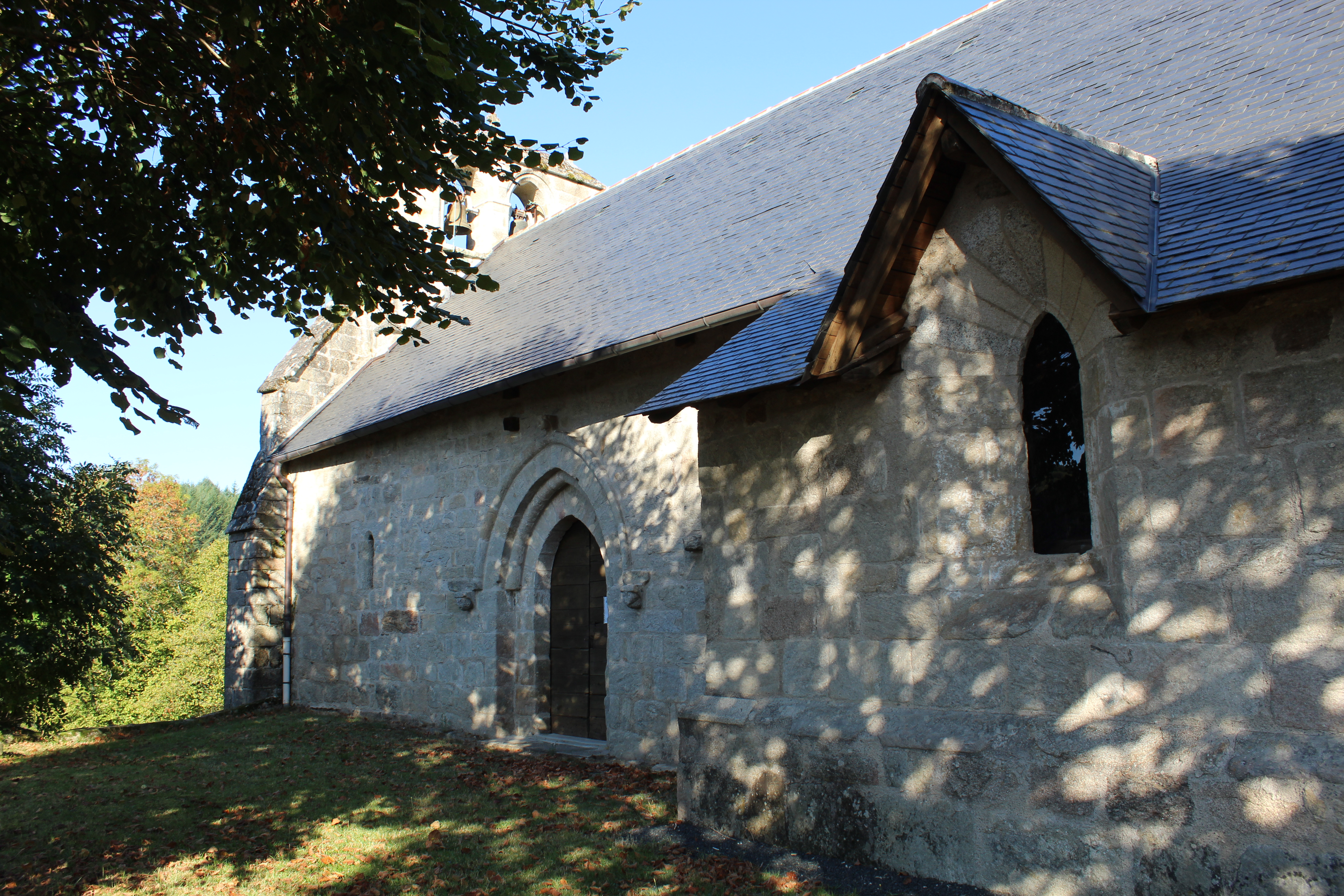
La façade sud avec son porche, unique ouverture de l'église.
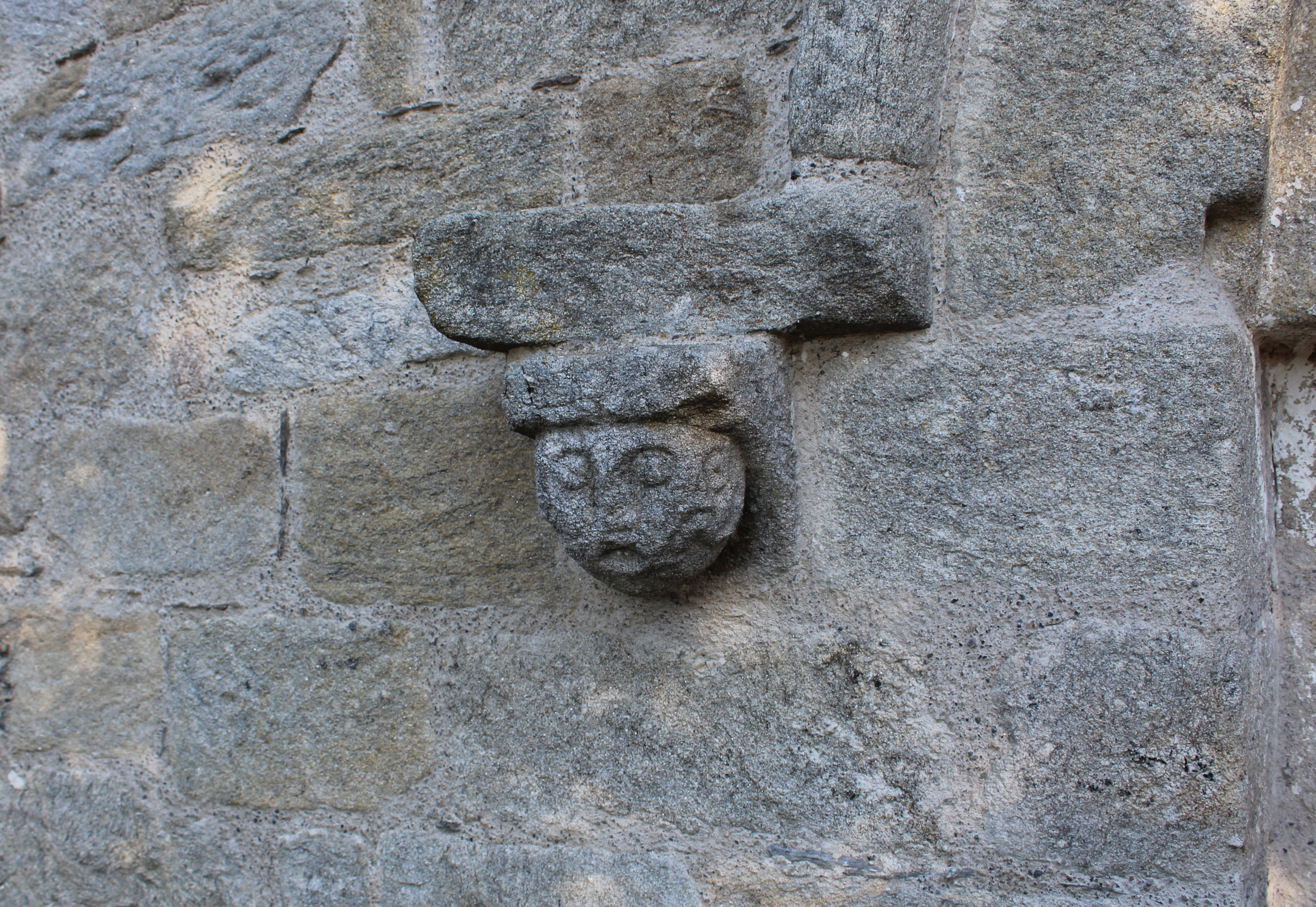
Visage sculpté sur le porche.
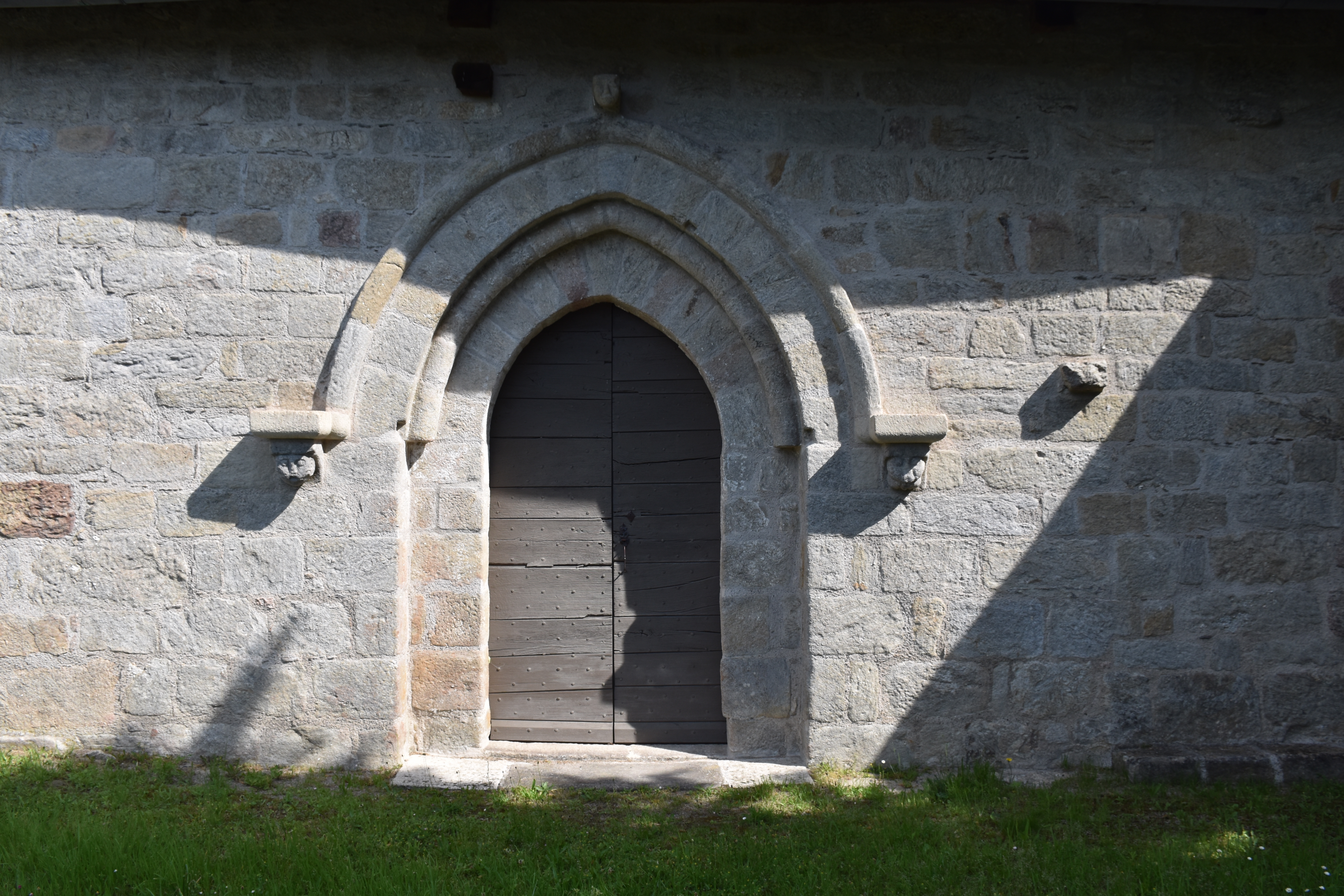
Le porche gothique.

## Galerie: intérieur de l'église

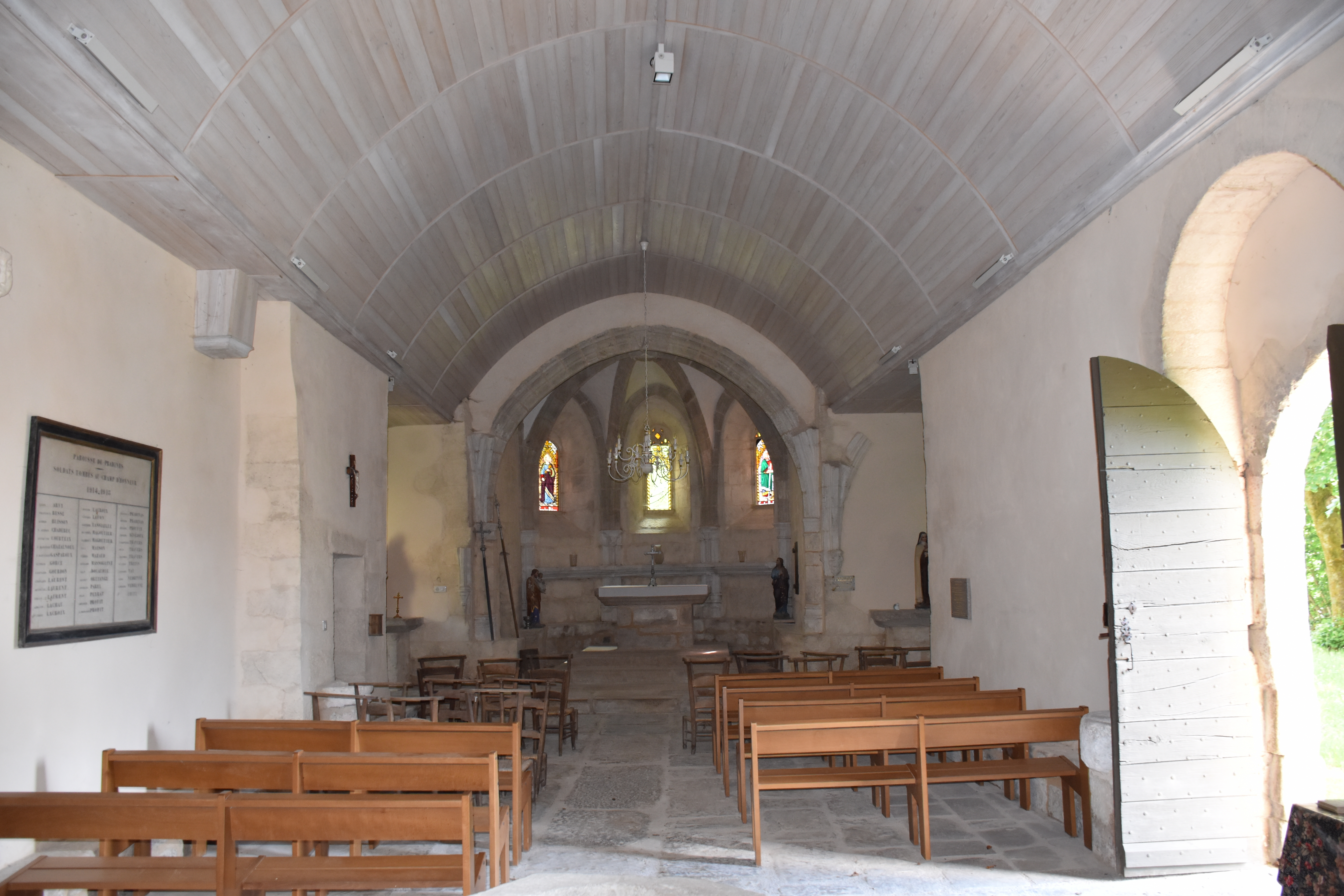
La nef côté chœur.
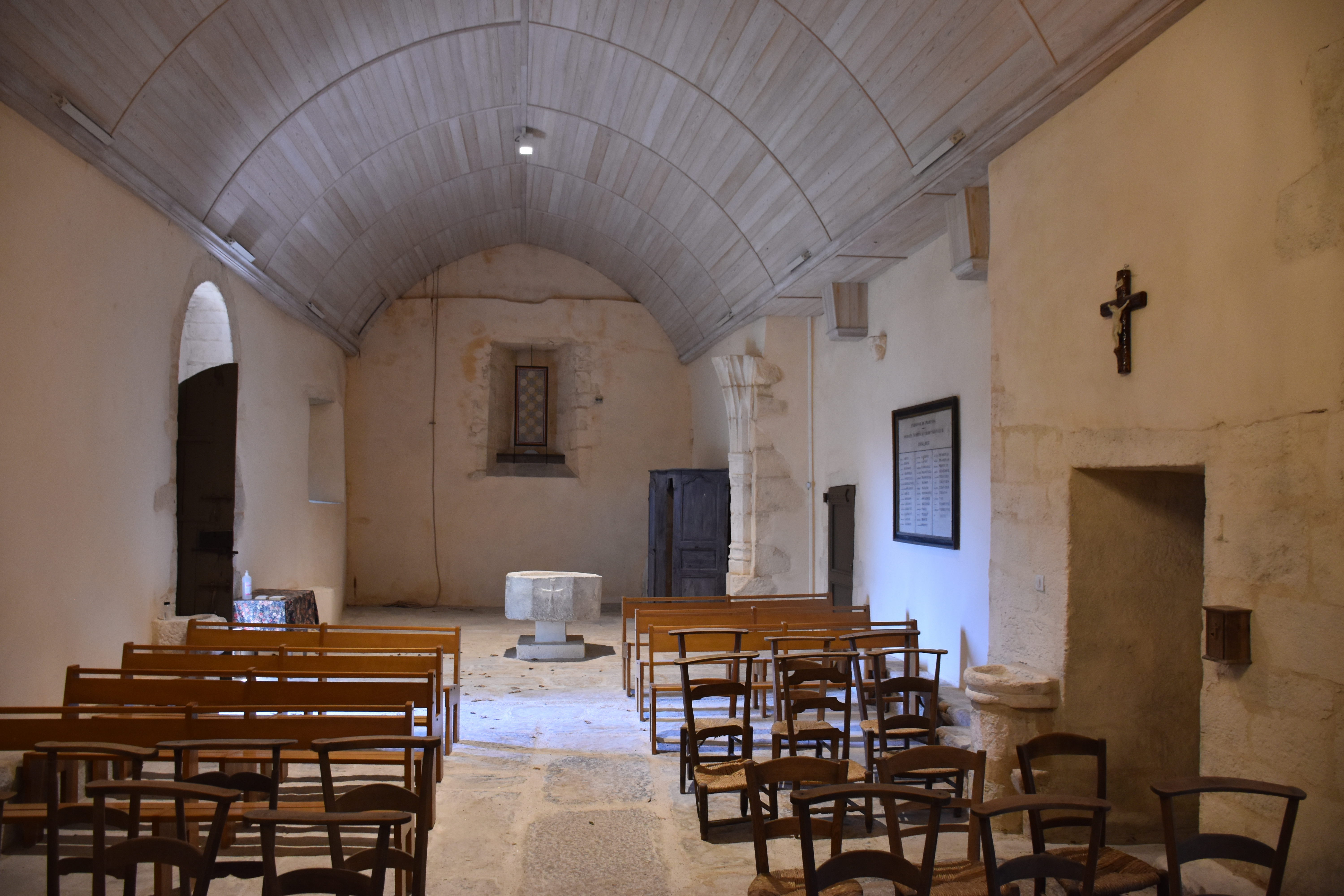
La nef côté clocher-mur.
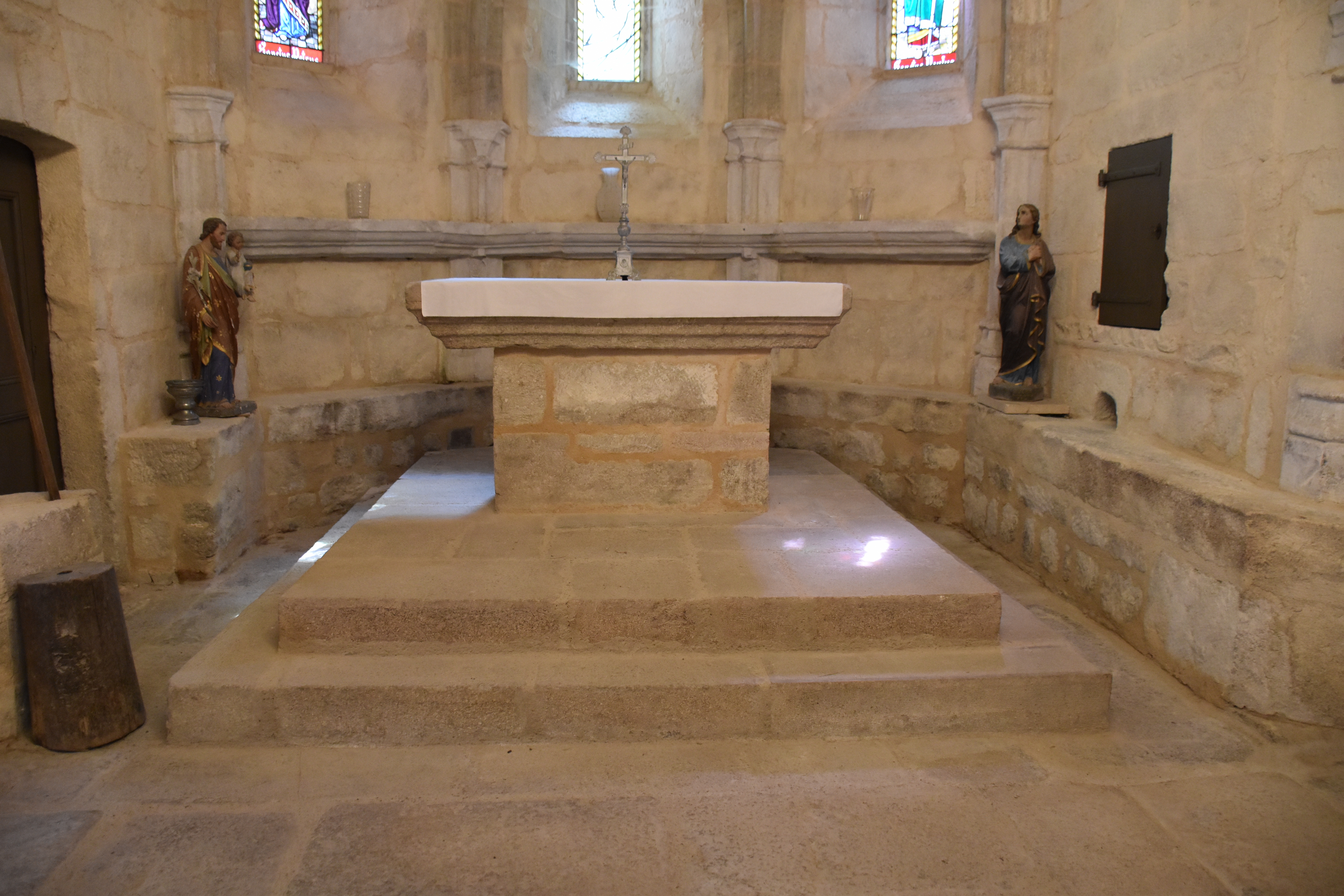
L'autel.
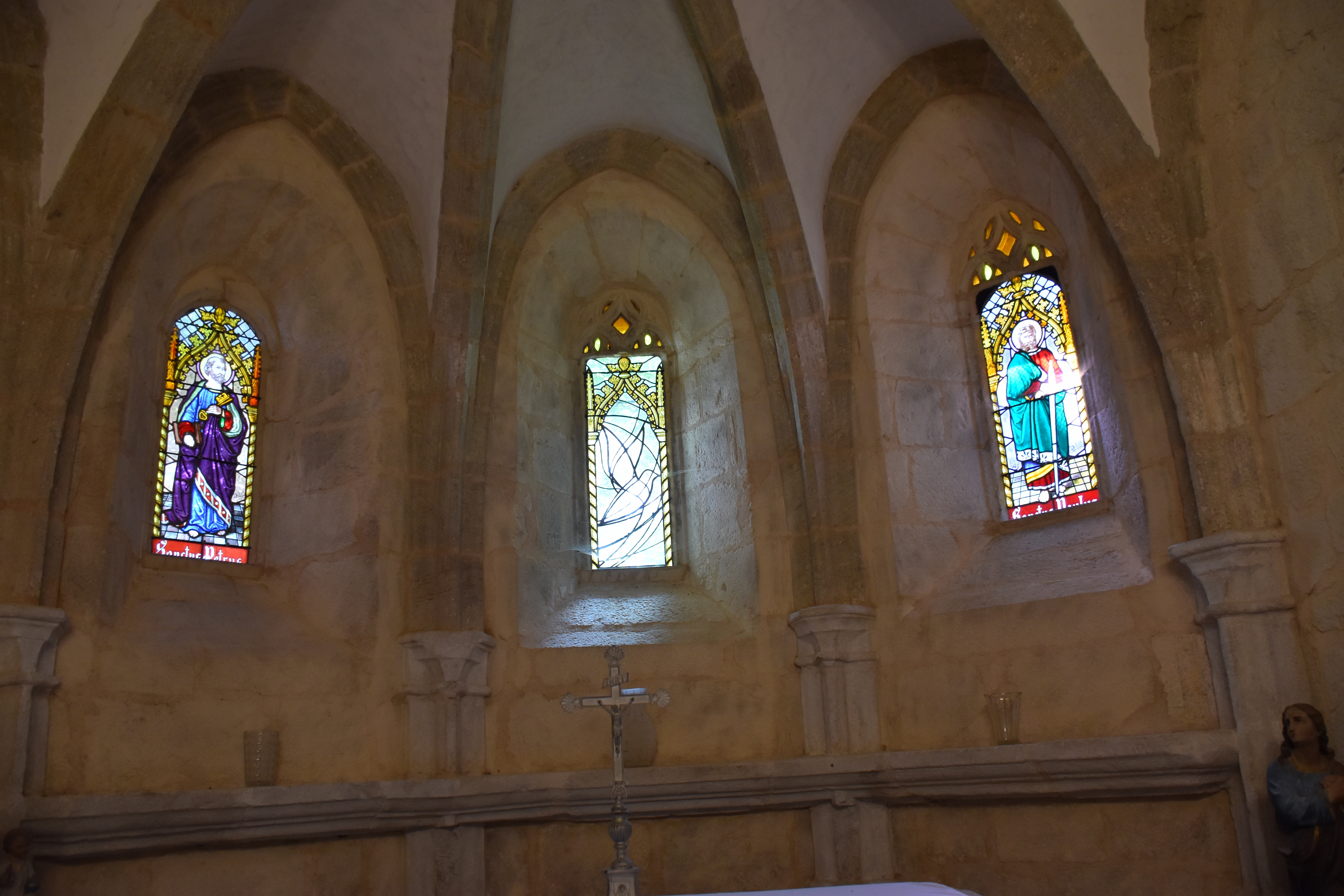
Les vitraux du chœur.
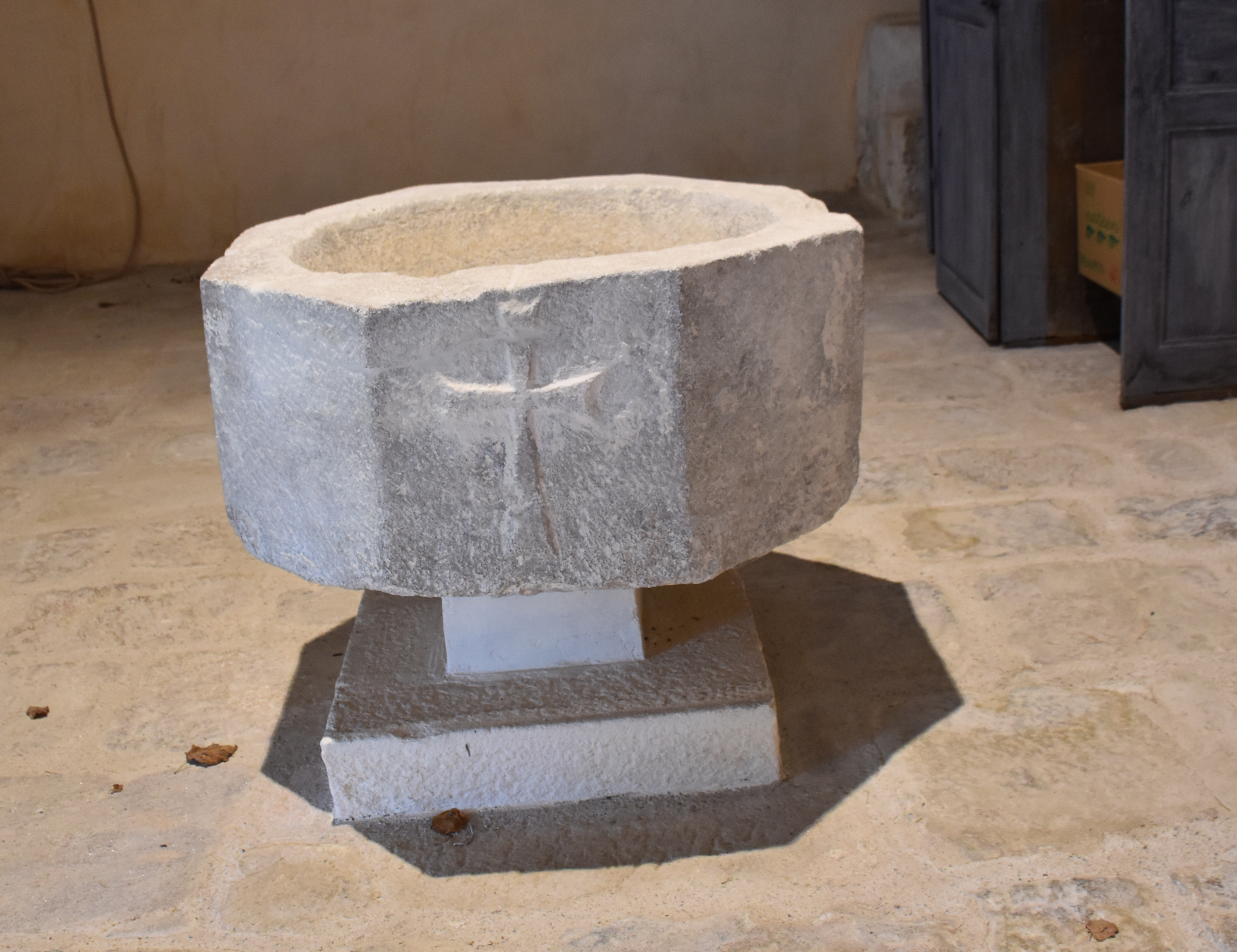
La cuve baptismale.
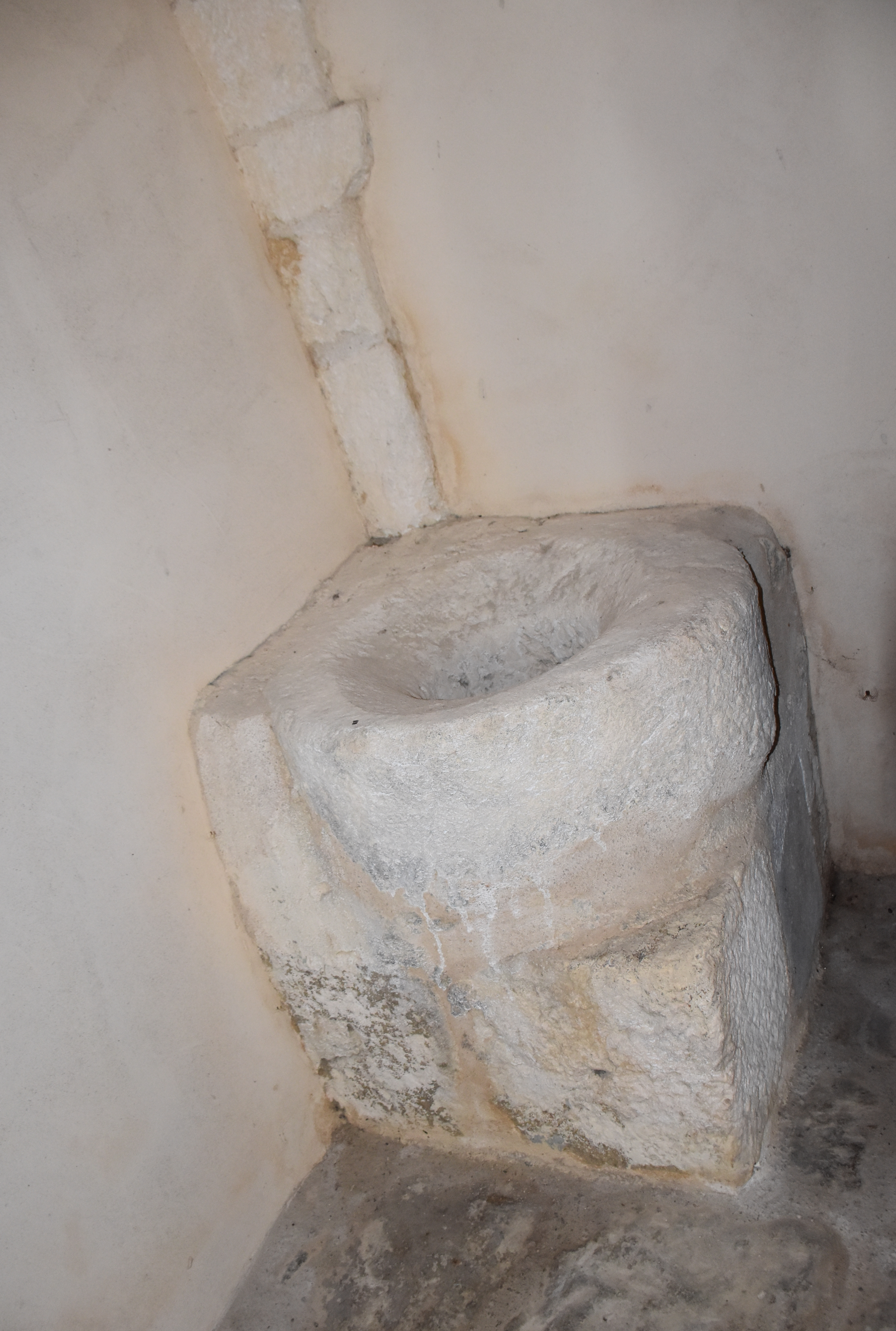
Un bénitier.

## Patrimonialité
L'église Saint-Georges de Pradines est inscrite à l'Inventaire général du patrimoine culturel.

### Source à exploiter
- Notice Mérimée